# الوليد بن عروة السعدي
الوليد بن عروة بن محمد بن عطية السعدي تولى إمارة المدينة المنورة في عهد الأمويين شهوراً قصيرة في الفترة من 131 هـ حتى 132 هـ ثم تلاه أخوه يوسف بن عروة السعدي والذي كان آخر الامراء من قبل الأمويين.